# Grzawa
Grzawa is een plaats in het Poolse district  Pszczyński, woiwodschap Silezië. De plaats maakt deel uit van de gemeente Miedźna en telt 463 inwoners.